# Бромдихлорметан
Бро́мдихло́рмета́н, CHCl2Br — галогеналкан, бесцветная жидкость, плохо растворимая в воде.
Содержится как примесь в метаноле, в очень небольших, но достаточных количествах — в сигаретах и в водопроводной воде.
В высоких концентрациях бромдихлорметан ядовит. Может оказывать на человека канцерогенное, мутагенное и тератогенное действие. Токсичен по отношению к водным микроорганизмам. В питьевой воде он относится к веществам 1-го класса опасности (согласно ГН 2.1.5.2280-07), по воздействию на организм по ГОСТ 12.1.007 относится к токсичным высокоопасным веществам.

## Применение
Как растворитель для жиров. За счёт своей высокой плотности применялся для разделения минералов.
Лабораторный способ получения бромдихлорметана: бромирование хлороформа, в присутствии алюминия, из дихлорметана так выходит значительно менее(LD50:mouse oral 4300 mg/kg) опасный бромхлорметан CH2BrСl, анестетик и реагент для пожаротушения.